# Гатчинс (Айова)
Гатчинс (англ. Hutchins) — переписна місцевість (CDP) в США, в окрузі Генкок штату Айова. Населення — 22 особи (2020).

## Географія
Гатчинс розташований за координатами 43°5′16″ пн. ш. 93°53′12″ зх. д. / 43.08778° пн. ш. 93.88667° зх. д. (43.087780, -93.886570).  За даними Бюро перепису населення США в 2010 році переписна місцевість мала площу 0,78 км², уся площа — суходіл.

## Демографія
Згідно з переписом 2010 року, у переписній місцевості мешкало 28 осіб у 12 домогосподарствах у складі 11 родини. Густота населення становила 36 осіб/км².  Було 12 помешкання (15/км²).
Расовий склад населення:
| - 89,3 % — білих - 3,6 % — чорних або афроамериканців - 7,1 % — осіб інших рас |

До двох чи більше рас належало 0,0 %. Частка іспаномовних становила 0,0 % від усіх жителів.
За віковим діапазоном населення розподілялося таким чином: 10,7 % — особи молодші 18 років, 78,6 % — особи у віці 18—64 років, 10,7 % — особи у віці 65 років та старші. Медіана віку мешканця становила 52,0 року. На 100 осіб жіночої статі у переписній місцевості припадало 100,0 чоловіків;  на 100 жінок у віці від 18 років та старших — 108,3 чоловіків також старших 18 років.
Цивільне працевлаштоване населення становило 11 осіб. Основні галузі зайнятості: освіта, охорона здоров'я та соціальна допомога — 54,5 %, оптова торгівля — 45,5 %.